# Хорольская Яма
Хорольская Яма — один из самых больших концентрационных лагерей времен Великой Отечественной войны на Украине cуществовавший в 1941—1943 годах на Полтавщине.

## История
С первых дней оккупации немцы начали создавать в городе Хороле лагерь для военнопленных под кодовым названием «Боров» (Дулаг № 160, в народе получивший известность как «Хорольская яма»). Концлагерь был обустроен на территории карьера бывшего кирпичного завода, отсюда такое название. Почти сразу на железнодорожную станцию было доставлено 2 вагона колючей проволоки.

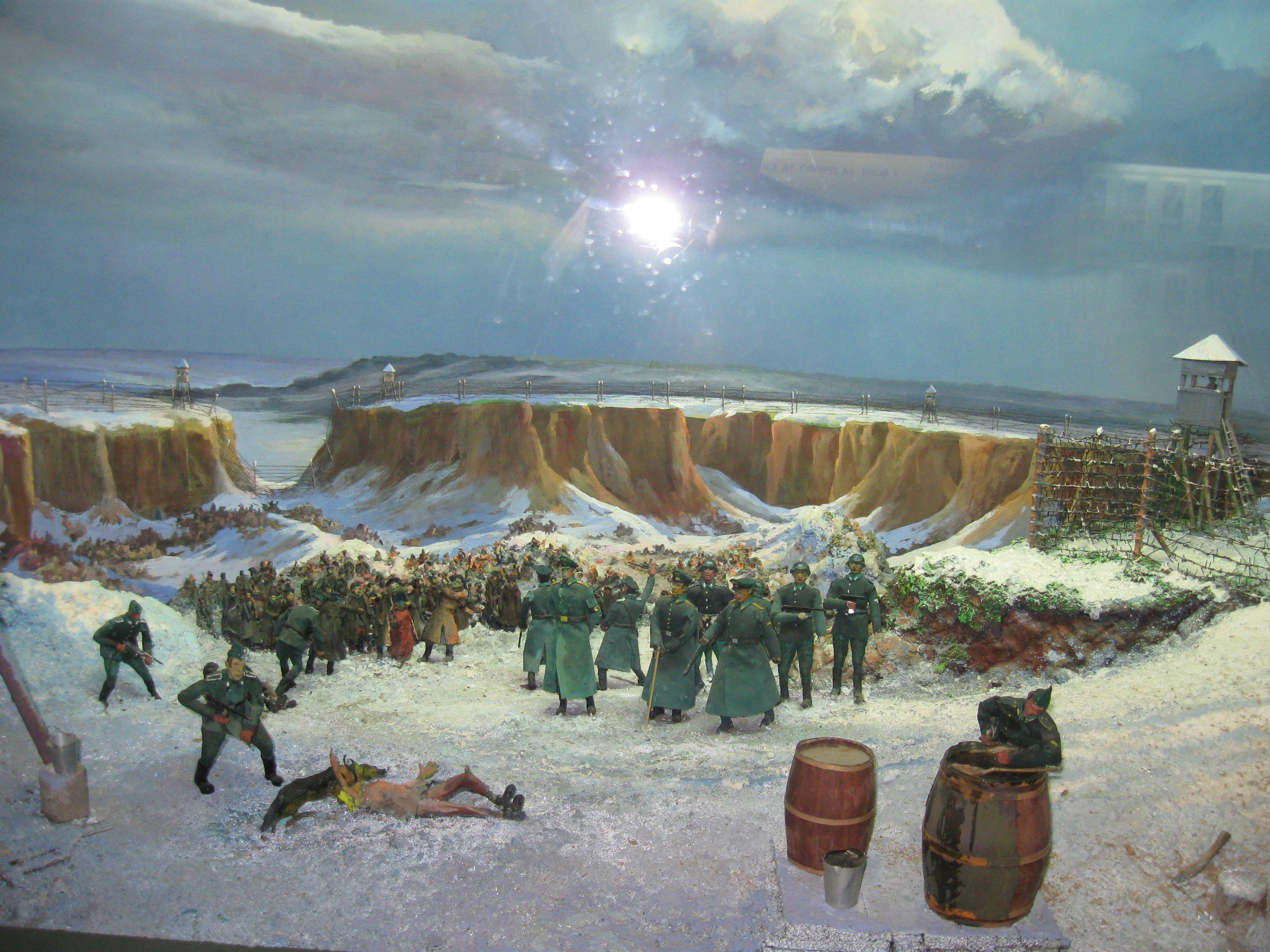
Диаграмма в Хорольском краеведческом музее

Основное количество заключенных составляли украинцы, русские и евреи. В лагерь на конец сентября 1941 было загнано более 60 тысяч человек. Среди заключенных была также группа женщин-военнопленных. В начале октября 1941 г. лагерь был переполнен настолько, что немецкое командование приказало перевести часть пленных в другие города.
Сам лагерь представлял собой яму-карьер длиной 135 метров, шириной до 90, а глубиной до 7 метров, обнесенную колючей проволокой и оборудованную сторожевыми вышками. Огражденной в несколько рядов колючей проволоки была и вся территория кирпичного завода. На территории лагеря также размещался так называемый «лазарет» в котором минимальная смертность в месяц составляла 600 человек и под угрозой пыток и расстрела работало 25 пленных докторов. Двор вокруг госпиталя также был обнесен колючей проволокой.
В Акте комиссии по расследованию военных преступлений от 01 октября 1943 г. указано: непосредственными виновниками уничтожения людей в «Хорольской яме» являются гебитскомиссар Эйзенах, начальник гестапо Дитман, комендант лагеря Зингер, ефрейтор Нидерайн, в 1942 награжденный Железным крестом.
За спасение жизни узников «Хорольской ямы» вели борьбу советские воины П. П. Лысенко, Н. А. Радченко, учительница Н. Г. Яцун, инженер И. М. Шевченко, заключенные: архитектор А. Ф. Оверчук, врач Л. В. Орловский. Специальный отряд майора И. Н. Пураса вывел на свободу до 70 военнослужащих из командного состава, ученых и творческой интеллигенции. Многие из них добрались до тыла и воевали до конца войны.

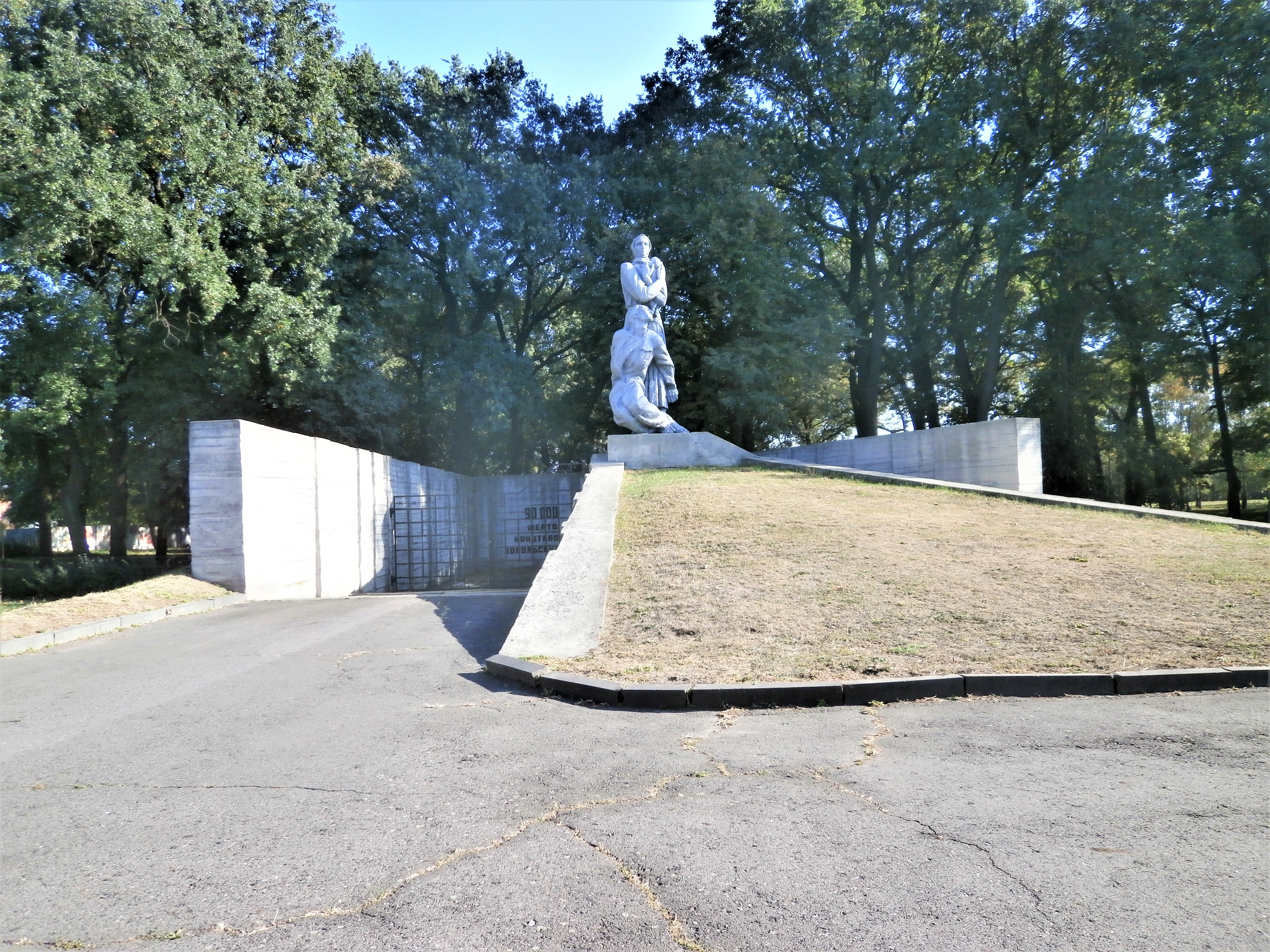
Памятник узникам этого концлагеря

Лагерь смерти не раскрыл до конца всю тайну трагической гибели людей. Бывший заключенный художник А. Резниченко написал картину, на которой изобразил, как нацисты глумились над пленными, натравливая на них собак и избивая. Эта картина была направлена в Нюрнберг. Многие страшные сцены изобразил художник Евгений Степанович Кобытев в картинах-этюдах: «До последнего дыхания» и «Люди, будьте бдительны», а также в книге «Хорольская яма». О лагере смерти «Хорольская яма» писатель Николай Дубов написал повесть «У одинокого дерева».